# Elegie (literair werk)
Het begrip elegie heeft een betekenisontwikkeling ondergaan van “kort gedicht” via “meditatief, melancholisch gedicht” tot “klaagzang”. Deze ontwikkeling is niet volstrekt chronologisch. De klaagzangen zijn al ten minste vanaf de middeleeuwen bekend, en kunnen als “elegieën” in de moderne betekenis van het woord worden opgevat. Tegelijkertijd zijn meditatieve elegieën nog in de twintigste eeuw beschreven. Dit artikel biedt niet een historisch maar een formeel-thematisch overzicht.

## De klassieke elegie

### De Griekse elegie
Zie ook het artikel Griekse elegie
Het Griekse elegos (ἔλεγος) betekende “zang” of “melodie”, en daarvan is afgeleid elegeia of elegeion (ἐλεγεία, ἐλεγεῖον): dit kon een klacht zijn, maar dat hoefde niet. Belangrijk was de vorm: de elegie was opgebouwd uit tweeregelige stanza’s, de eerste regel een dactylische hexameter (zesmaal lang-kort-kort), de tweede een dactylische pentameter (vijfmaal lang-kort-kort). Wellicht was de klagende vorm de oorspronkelijke, en aangenomen wordt ook dat de eerste elegieën onder fluitbegeleiding ten gehore werden gebracht.
In de zevende eeuw v.C. schreef de Spartaan Tyrtaeus zijn elegieën, die strijdliederen waren. Mimnermus’ elegieën bezingen liefde en jeugd, en beklagen de ouderdom; de toon is zwartgallig. Ook de staatsman Solon van Athene beoefende het genre. 
Vele epigramdichters gebruikten in de hierop volgende eeuwen de elegievorm voor hun puntige verzen.

### De Latijnse elegie
De Latijnse poetae novi — de "nieuwe dichters" uit de eerste eeuw v.C., met Catullus als bekendste vertegenwoordiger — richtten zich naar Griekse voorbeelden in hun korte gedichten, waaronder ook weer elegieën waren te vinden. Enkele decennia later schreef Propertius zijn vier boeken met elegieën, die veelal, maar niet uitsluitend, liefde en ontrouw tot onderwerp hadden.
Andere bekende dichters in de Latijnse elegie zijn de Romeinen Tibullus, Sulpicia en Ovidius. Alle deze dichters leefden rond het begin van onze tijdrekening. Het geeft al aan dat de Latijnse elegie geen lang leven beschoren was. Niet meer dan 50 jaar is erover gedicht. De invloed was echter groot. Shakespeare haalde bijvoorbeeld veel inspiratie uit de overgebleven en overgeleverde gedichten, maar ook de middeleeuwers haalden er inspiratie uit om vorm te geven aan het ideaal van de hoofse liefde.

#### Erotische Latijnse elegie
De elegie komt voort uit de drang het verlangen naar één bepaalde geliefde uit te drukken. Een populair subgenre was de erotische elegie, waarbij het specifiek gaat om het seksuele verlangen, de lust. Vooral Ovidius legde zich toe op dit genre. Hij schreef drie boeken vol met erotische elegieën gewijd aan zijn verhouding met Corinna. In de traditie van de erotische elegieën schrijft hij ook nog de reeks Heroides en de Ars Amatoria, een handleiding over de kunst van het verleiden. Dit werk wordt door keizer Augustus als argument gebruikt om Ovidius te verbannen. In het oude Rome was het namelijk niet gepast om over romantiek te schrijven of een persoonlijke emotie uit te drukken. Een ander probleem met de elegie was, dat het vraagtekens plaatste bij het gezin als fundament van de Romeinse samenleving. Elegieën gingen namelijk over minnaars en minnaressen, en niet over echtgenoten en echtelijke trouw. Liefde werd in de satyrspelen ook al gezien als extravagant gedrag, daar ging het echter 'slechts' om jongemannen. Voor volwassen mannen en vrouwen was dit ongehoord; het gedrag van koningin Dido in de Aeneis wordt dan ook met afkeuring bezien door de auteur Vergilius. Dido leidt de held Aeneas namelijk af van zijn hoge doel en vormt zodoende een bedreiging voor het (mythologische) ontstaan van Rome - gelijk minnaressen het voortbestaan van Rome ondermijnen.
Men zag in de elegieën een poging tot verstoring van de machtsverhoudingen tussen mannen en vrouwen. De dichters onderwerpen zich aan de liefde via de minnares. Zij krijgt aldus de controle dan in handen, was de gedachte. Toch is het niet zo dat in alle elegieën de mannen zich onderwerpen aan de vrouwen. Integendeel zelfs; Ovidius beschreef het gebruik van geweld tegen de minnares in verschillende elegieën. Het kan ook de andere kant op, want Propertius schrijft over Cynthia het gebruik van geweld niet tegen hem, maar ze past het toe op haar reizen. Cynthia krijgt een duidelijk mannelijke rol. Zij gaat op reis en Propertius blijft thuis, dat maakt hem mollis, zacht. Hij schaadde daarmee dus ook de genderverhoudingen zoals ze waren. 
Tibullus schreef naar het idee van verlangen voor één geliefde meerder elegieën samengebonden in één boek. De geliefde was de vrouw Delia. Tibullus schreef echter ook drie maal in de traditie van de erotische Hellenistische poëzie met het metrum van de elegie. Kenmerkend is dat de erotische Hellenistische poëzie homo-erotisch van aard was. De drie elegieën die Tibullus schreef waren dan ook gericht naar de jongeman Marathus. Tibullus was geen uitzondering in het schrijven van deze homo-erotische elegieën. Ook Catullus beschreef zijn verlangen naar een man genaamd Juventus. Ook hij richt zich voor het grootste gedeelte op de andere sekse.

## De meditatieve elegie
Het oorspronkelijke metrum van de elegie werd soms in de moderne Europese literatuur overgenomen, en ook dan spreekt men, op grond van die maatovereenkomst, van elegieën. De negentiende-eeuwse elegieën van Friedrich Hölderlin grepen in hun vorm op de Griekse voorbeelden terug. Dat was geen toeval: Hölderlin hoopte op een herleving van oude Griekse idealen, en de vorm weerspiegelt in dat opzicht de inhoud van deze gedichten. Ook de Duineser Elegien (1923) van Rainer Maria Rilke heten vooral zo omdat ze met de vorm van elegieën experimenteren. Ze zijn meditatief van aard, overpeinzingen over het menselijk bestaan.

## De elegie als klaagzang
Al eeuwen eerder waren zulke overpeinzingen een stap verder gegaan. Met name in de Engelse literatuur van de achttiende eeuw richtten zij zich op de vergankelijkheid van dat bestaan. Er was een hele groep dichters, de Graveyard School, die zich aan dit soort bespiegelingen waagde. Het beroemdste voorbeeld is het weemoedige Elegy Written in a Country Churchyard (1751) van Thomas Gray, een afgewogen overpeinzing van verloren leven en onopgemerkt talent. Een extremer, somberder voorbeeld zijn de Night Thoughts (1742—45) van Edward Young. 
In de Ballade des dames du temps jadis (ca. 1460) van François Villon was de klacht al persoonlijker van aard geweest: een aantal dames wordt erin met name genoemd, en het refrein van de ballade is steeds weer de bekende middeleeuwse ubi sunt-klacht, het motief “waar zijn zij gebleven?”
Van klacht om armoede, gemiste kansen of vergankelijkheid in het algemeen (zoals bij de Graveyard School), via klacht om vergankelijkheid, geadstrueerd aan met name genoemde personen (bijvoorbeeld bij Villon), krijgt de elegie haar moderne betekenis als de klacht zich tot één persoon bepaalt. 
Dit subgenre is al bekend vanaf de middeleeuwen, met het Nederlandse lied 'Egidius waer bestu bleven' als bekend voorbeeld: Egidius die de dood koos (smaakte), en de zanger het leven liet. Van de lijkzangen die Vondel schreef, is zijn Kinder-lyck (“Constantijntje, ’t zalig kijndtje”) tegelijk een elegie vol verdriet én overgave. 
In de twintigste-eeuwse literatuur leeft het subgenre van de klagende elegie voort. Toen de vrouw van Gaston Burssens overleed, schreef hij de bundel Elegie (1943). Maar ook het verlies van huisdieren kan tot literaire uitingen van verdriet aanleiding geven: Jan Hanlo schreef Hond met bijnaam Knak, Guillaume van der Graft de Elegie op mijn hond.
In het Engelse taalgebied is W.H. Audens In Memory of W.B. Yeats een bekend voorbeeld.

## De pastorale elegie
Een bijzonder, formeel subgenre is de pastorale elegie, waarbij zowel het betreurde personage als de treurende schrijver worden voorgesteld als figuren uit een herdersverhaal. Deze vorm, waarvan Lycidas (1638) van John Milton een vaak geciteerd voorbeeld is, volgt een vast patroon: de muzen worden aangeroepen, de natuur treurt mee, er is een optocht (in latere voorbeelden ook: bloemen), kritiek wordt geuit op de voorzienigheid en op hen die de overledene hadden moeten beschermen (vaak bewaarengelen), maar het gedicht eindigt met troost.

## De elegie in de muziek
Ook in de muziek bestaat de elegie als genre. Zie onder meer de artikelen Élégie (Fauré) — Elegie (Hanson) — Elegie voor Sebastian Knight — Elegy for J.F.K. - Egidius waer bestu bleven.

### Artikelen
- Brogaard, B. (2006) ‘The ‘Gray’s Elegy’ Argument, and The Prospects for the Theory of Denoting Concepts’, in: Synthese, 152, nr. 1: 47-79.
- Chatfield, H. (1964) ‘Elegy on the Elegy: poem’, in: The Antioch review, 24, nr. 3: 402.
- Cole, A.H. (2005) ‘Elegiac Poetry: A Pastoral Resource with Complicated Grief’, in: Pastoral psychology, 53, nr. 3: 189-206.

### Beeldbronnen

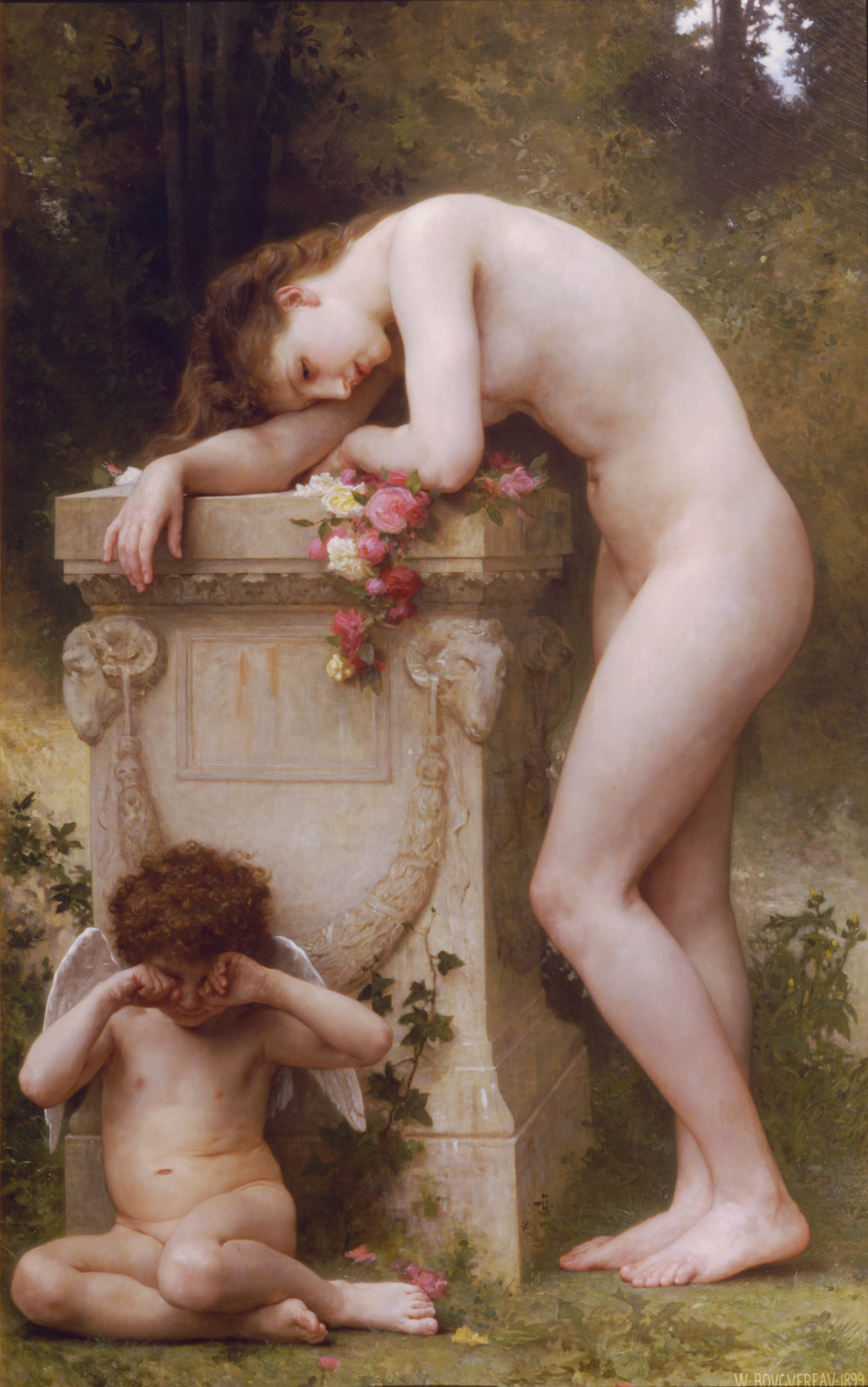
"Elegy" van William-Adolphe Bouguereau

- William-Adolphe Bouguereau Elegy. 1899. Olieverf op doek, 57,2 x 91,4 cm. Privécollectie
- Robert Mohterwell Elegy to the Spanish Republic, 70. 1961. Olieverf op doek, 175,3 x 289,6 cm. The Metropolitan Museum of Art

### Internetbronnen
- Ward, A.W. & A.R. Waller (z.j.) ‘VII. Young, Collins and Lesser Poets of the Age of Johnson. §3. Night Thoughts and its long-enduring popularity.’, Bartleby.com Great Books Online. https://www.bartleby.com/220/0703.html (29 mei 2009).
- Ward, A.W. & A.R. Waller (z.j.) ‘VI. Gray. §10. Characteristics of the Elegy.’, Bartleby.com Great Books Online. https://www.bartleby.com/220/0610.html (29 mei 2009).
- Columbia Encyclopedia, the (2001-2007) ‘elegy’, Bartleby.com Great Books Online. https://web.archive.org/web/20060116002144/http://www.bartleby.com/65/el/elegy.html (29 mei 2009).
- New Dictionary of Cultural Literacy, the (2002) ‘elegy’, Bartleby.com Great Books Online. https://web.archive.org/web/20060116002033/http://www.bartleby.com/59/7/elegy.html (29 mei 2009).
- Wilson, K.G. (1993) ‘elegy, eulogy (nn.)’, Bartleby.com Great Books Online. https://web.archive.org/web/20050215191915/http://www.bartleby.com/68/51/2151.html (29 mei 2009).
- Harvard Classics, the (z.j.) ‘285. Elegy (Written in a Country Chruchyard) Thomas Gray (1716-1771)’, Bartleby.com Great Books Online. https://www.bartleby.com/40/285.html (29 mei 2009).